# Empiema pleurico
L'empiema pleurico è  la raccolta anomala di pus (empiema) che avviene nello spazio pleurico.

## Eziologia
Le cause sono molteplici, può essere causato da una malattie preesistente e manifestarsi come complicanza (ad esempio la polmonite, e in tal caso prende il nome di empiema metapneumonico, o l'ascesso polmonare), oppure dovuta ad intervento chirurgico dove avviene la perforazione esofagea, o anche in seguito ad un trauma. I batteri più comunemente responsabili sono Klebsiella pneumoniae, Escherichia coli, Proteus spp., Salmonella spp. e Staphylococcus aureus.

## Sintomatologia
Fra i sintomi e segni clinici si ritrovano tosse, febbre, le due manifestazioni più comuni, dolore toracico, dispnea.

## Tipologia
Esistono alcuni tipi di empiema pleurico:
- Essudativo, poco denso
- Fibrino-purulento

## Esami
La diagnosi si effettua su una accurata anamnesi e la radiografia del torace dove risulterà opaca a causa della presenza di pus.

## Terapia
Il trattamento prevede la somministrazione di antibiotici, possibilmente mirati in seguito all'identificazione del germe responsabile e alla conseguente determinazione delle sue sensibilità e resistenze mediante antibiogramma, drenaggio per eliminare il pus o, come extrema ratio, decorticazione pleurica (asportazione della pleura viscerale).
Occorre iniziare al più presto il trattamento per prevenire possibili complicanze.

## Prognosi
Prima della scoperta degli antibiotici la mortalità era considerevole.